# Octopus horridus
Octopus horridus är en bläckfiskart som beskrevs av D'Orbigny 1826. Octopus horridus ingår i släktet Octopus och familjen Octopodidae. Inga underarter finns listade i Catalogue of Life.